# Adiel de Oliveira Amorim
Pour les articles homonymes, voir Amorim.
Adiel de Oliveira Amorim est un footballeur brésilien né le 13 août 1980 à Cubatão.